# فرائدالسلوک
فَرائِدالسُّلوک فی فضائل‌المُلوک کتابی از شمس‌الدین سجاسی شاعر و نویسنده سدهٔ ششم و هفتم هـ ق. دربارهٔ اخلاق و تعلیم و تربیت است. برخی دربارهٔ انتساب این کتاب به سجاسی تردید کرده‌اند. این تردید از آن‌جاست که در تاریخ گزیده، تاریخ درگذشت سجاسی را ۶۰۲ هـ ق. آورده، درحالی‌که تاریخ نوشتن کتاب ۶۱۰ هـ ق. است. محمدامین ریاحی با توجه به کتابت حکمةالاشراق سهروردی به‌دست سجاسی در سال ۶۱۷ و خواندن آن نزد ابوالفتوح همدانی، احتمال جا افتادن رقم دهگان در تاریخ درگذشت سجاسی در تاریخ گزیده را داده است. این کتاب به اتابک مظفرالدین ازبک از اتابکان آذربایجان پیشکش شده است.

## تصحیح
تصحیح این کتاب در سال ۱۳۶۸ منتشر و در مراسم کتاب سال جمهوری اسلامی ایران به‌عنوان کتاب برگزیده معرفی شد.